# 스렘구

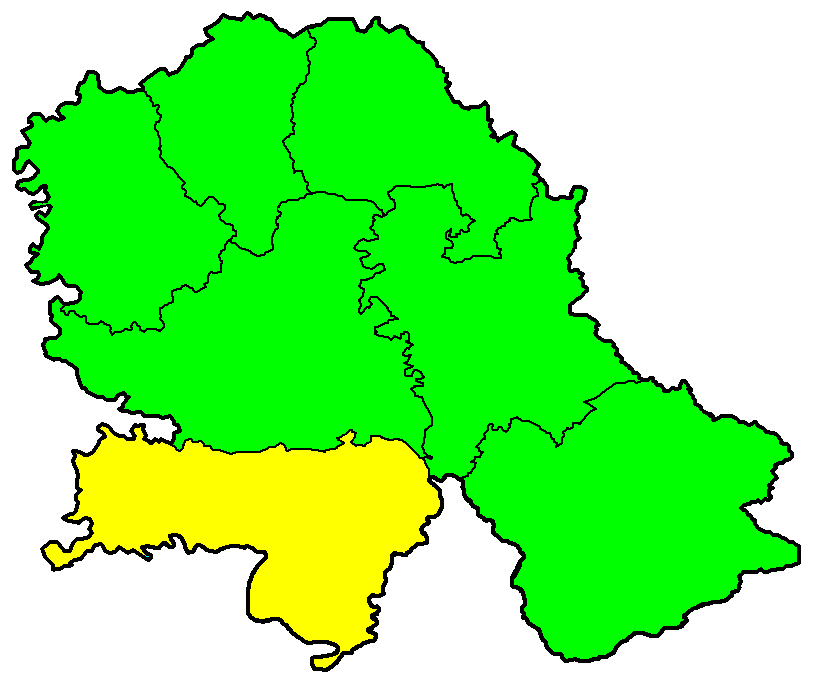
스렘 구의 위치

스렘구(세르비아어: Сремски округ, Sremski okrug, 크로아티아어: Srijemski okrug, 헝가리어: Szerémségi Körzet, 슬로바키아어: Sriemski okres, 루마니아어: Districtul Srem, 루신어: Сримски окрух)는 세르비아 북서부에 위치한 구로 보이보디나 자치주 남서부에 위치한다. 행정 중심지는 스렘스카미트로비차이며 면적은 3,486km2, 인구는 335,901명(2002년 인구 조사 기준), 인구 밀도는 96.4명/km2이다. 지리적으로는 시르미아 지방에 위치하며 서쪽으로는 크로아티아, 보스니아 헤르체고비나와 국경을 접한다.

## 지방 자치체

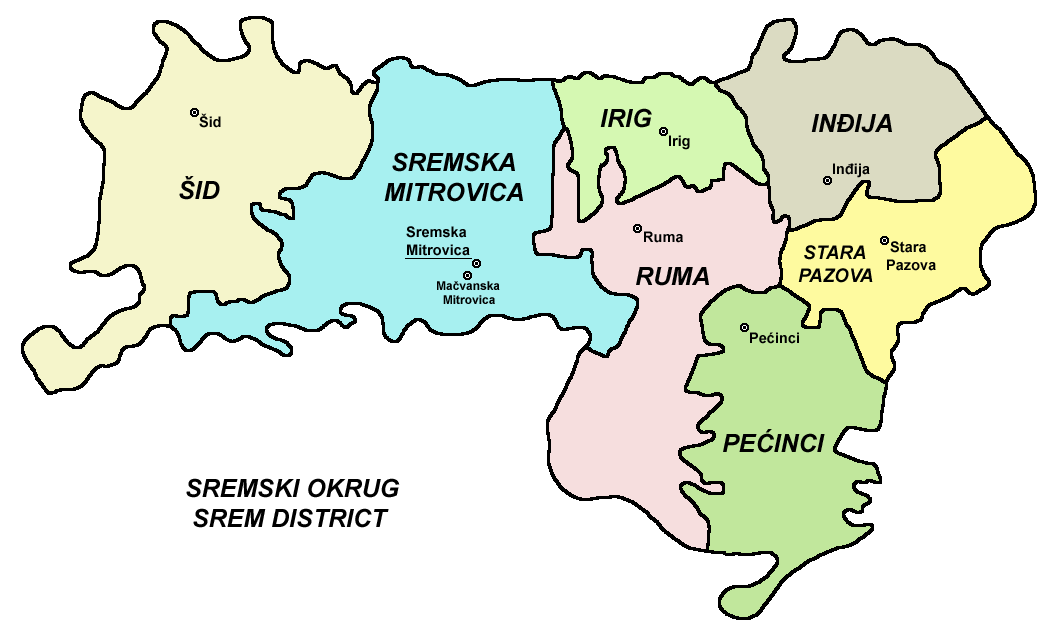
지방 자치체

7개 지방 자치체와 7개 군, 102개 마을을 관할한다.
- 시드 (Šid)
- 인지야 (Inđija)
- 스렘스카미트로비차 (Sremska Mitrovica)
- 이리그 (Irig)
- 루마 (Ruma)
- 스타라파조바 (Stara Pazova)
- 페친치 (Pećinci)

## 인구

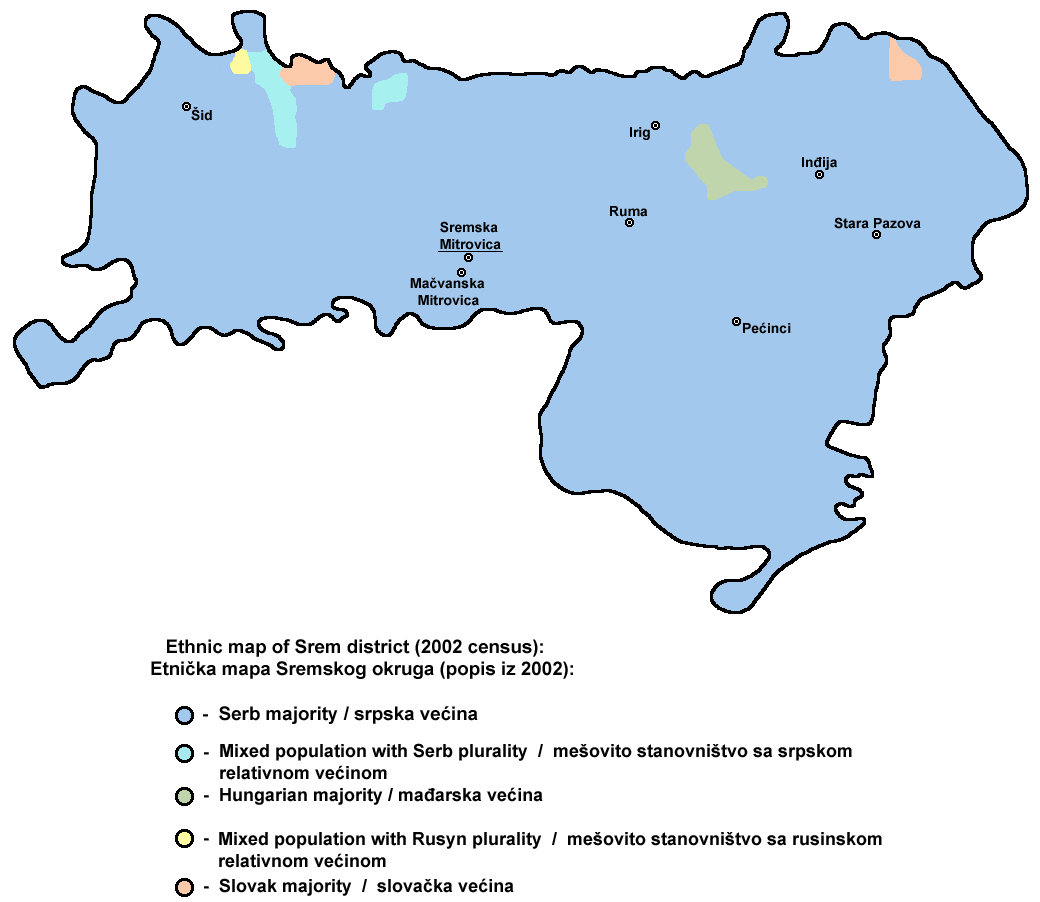
민족 분포 (2002년 인구 조사 기준)

인구와 민족 분포는 2002년 인구 조사를 기준으로 한다.
- 세르비아인 (84.51%)
- 크로아티아인 (3.13%)
- 슬로바키아인 (2.78%)
- 유고슬라브인 (1.52%)
- 헝가리인 (1.26%)
- 로마인 (1.04%)

| 연도  | 인구    | ±% p.a. |
| ----- | ------- | ------- |
| 1948  | 209,943 | —       |
| 1953  | 223,642 | +1.27%  |
| 1961  | 260,226 | +1.91%  |
| 1971  | 287,474 | +1.00%  |
| 1981  | 306,085 | +0.63%  |
| 1991  | 309,981 | +0.13%  |
| 2002  | 335,901 | +0.73%  |
| 2011  | 312,278 | −0.81%  |
| 출처: |         |         |

## 같이 보기
- 세르비아의 행정 구역